# Kara-Kenguir
Le Каrа-Kenguir  ou Kenguir (en kazakh : Кеңгір, en russe : Кара-Кенгир) est une rivière du Kazakhstan. Long de 295 km, il coule au Kazakhstan dans l’oblys de Karaganda. C’est un affluent du Saryssou.

## Description
Le cours d’eau prend sa source à 7 km à l’est de Barakkol.

## Affluents
Ses affluents principaux sont le Sary-Kenguir, le Jylandy et le Jezdy.